# Batracomorphus clarensis
Batracomorphus clarensis är en insektsart som beskrevs av Quartau 1981. Batracomorphus clarensis ingår i släktet Batracomorphus och familjen dvärgstritar. Inga underarter finns listade i Catalogue of Life.